# Maksim Opalev
Maksim Aleksandrovič Opalev (in russo Максим Александрович Опалев?; Volgograd, 4 aprile 1979) è un ex canoista russo.
Oltre a 3 medaglie olimpiche, l'ultima a Pechino 2008, ha ottenuto anche numerosi successi ai mondiali di canoa.

## Palmarès
- Olimpiadi

Sydey 2000: argento nel C1 500 m.
Atene 2004: bronzo nel C1 500 m.
Pechino 2008: oro nel C1 500 m.
- Mondiali

1997 - Dartmouth: argento nel C4 1000 m.
1998 - Seghedino: oro nel C1 500 m.
1999 - Milano: oro nel C1 200 m, C1 500 m e C1 1000 m.
2001 - Poznań: oro nel C1 500 m, argento nel C1 200 m e bronzo nel C4 200 m.
2002 - Siviglia: oro nel C1 200 m e C1 500 m.
2003 - Gainesville: oro nel C1 200 m, argento nel C1 500 m e bronzo nel C1 1000 m.
2005 - Zagabria: oro nel C4 200 m, argento nel C1 200 m e bronzo nel C1 500 m.
2006 - Seghedino: oro nel C1 500 m.
2007 - Duisburg: argento nel C1 200 m.
- Campionati europei di canoa/kayak sprint

Zagabria 1999: oro nel C1 200m, C1 500m e C1 1000m.
Poznań 2000: oro nel C1 500m e bronzo nel C1 1000m.
Milano 2001: argento nel C1 200m e bronzo nel C1 500m.
Seghedino 2002: oro nel C1 200m, C1 500m, C4 200m e argento nel C1 1000m.
Poznań 2004: oro nel C1 200m e C1 500m.
Poznań 2005: oro nel C1 200m e C1 500m, argento nel C1 1000m e C2 400m.
Račice 2006: oro nel C1 200m e C1 500m, bronzo nel C1 1000m.
Pontevedra 2007: argento nel C1 200m e C1 1000m.
Trasona 2010: oro nel C4 1000m.